# Hodgin Hall
L'Hodgin Hall est un bâtiment universitaire américain à Albuquerque, au Nouveau-Mexique. Situé sur le campus principal de l'université du Nouveau-Mexique, il a été construit dans le style roman richardsonien en 1892 puis modifié dans le style Pueblo Revival en 1908. Il est inscrit au New Mexico State Register of Cultural Properties depuis le 26 juillet 1974 ainsi qu'au Registre national des lieux historiques depuis le 30 janvier 1978.